# Honda Amaze
Honda Amaze (также известный как Honda Brio Amaze для первого поколения) — субкомпактный седан, выпускаемый компанией Honda с 2013 года. В иерархии расположен ниже City. Amaze продаётся в Индии, где на автомобили длиной менее 4 метров взимается более низкий акциз по сравнению с более длинными автомобилями.

## Первое поколение (DF1/2; 2013)
Первое поколение Amaze дебютировало в апреле 2013 года в Индии. Автомобиль был разработан подразделением Honda R & D Asia Pacific Co., Ltd. в Бангкоке, Таиланд. Уровень локализации составлял более 90%. Amaze стал первым автомобилем Honda с дизельным двигателем на индийском рынке. В моторную гамму также входили классические бензиновые двигатели. Каждый двигатель сочетался в паре с пятиступенчатой механической или автоматической трансмиссией.
Изначально в Индии автомобиль продавался в комплектациях E, EX, S и VX. В январе 2014 года была добавлена комплектация SX, занимающая промежуток между S и VX. В апреле 2014 года, в связи с первой годовщиной Amaze в Индии, была выпущена «юбилейная» версия.
В 2016 году Honda Amaze прошёл рестайлинг. Изменения коснулись радиаторной решётки, приборной панели и задних фонарей. Бензиновые двигатели сочетались в паре с бесступенчатой трансмиссией (вместо пятиступенчатой автоматической).

В июле 2017 года была выпущена версия Privilege Edition, а в январе 2018 года — Pride Edition. В разное время автомобиль продавался в Таиланде, Непале и на Филиппинах. 

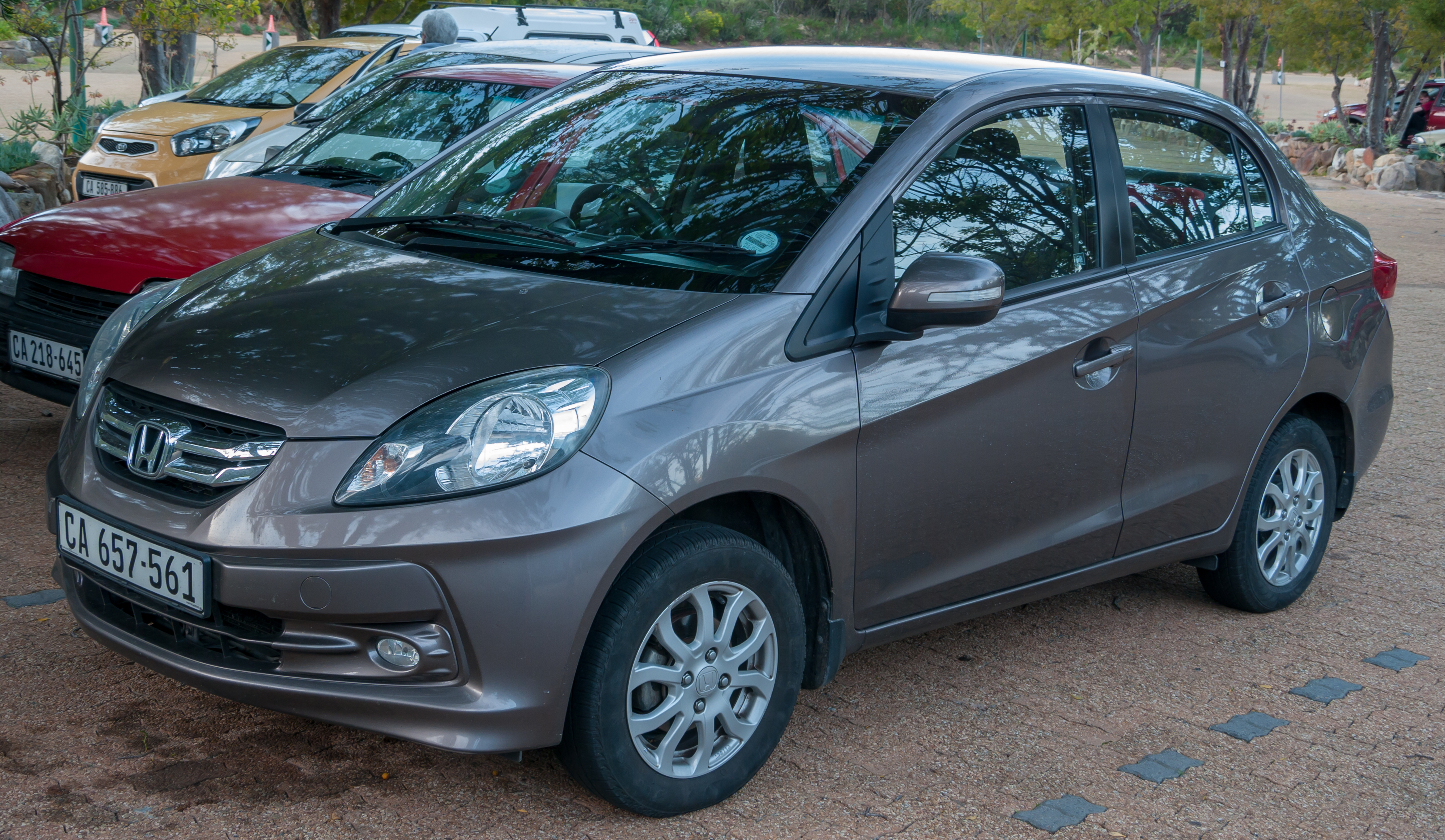
Вид спереди
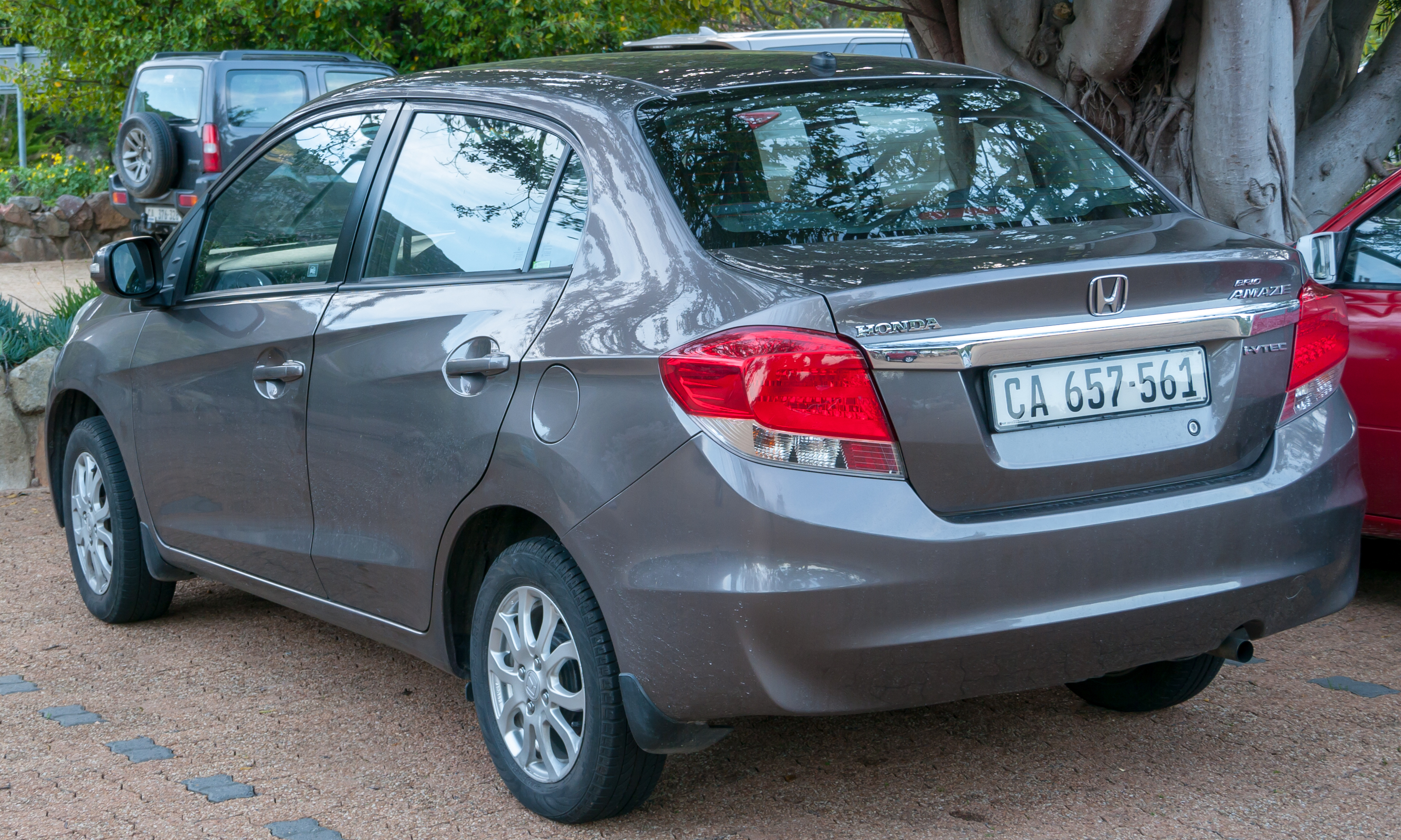
Вид сзади

## Второе поколение (DF5/6; 2018)
Второе поколение Honda Amaze дебютировало в феврале 2018 года в Индии на выставке Auto Expo. Платформа является производной от Honda City шестого поколения. Внешний вид был изменён, а габариты были увеличены с небольшим запасом. Клиренс был увеличен на 5 мм: со 165 до 170 мм. Дизельный двигатель сочетается в паре с вариатором. Уровни комплектации: E, S, V и VX.

18 августа 2021 года автомобиль был модернизирован. Ключевой слоган — «Большой ход» (англ. «The Big Move»).

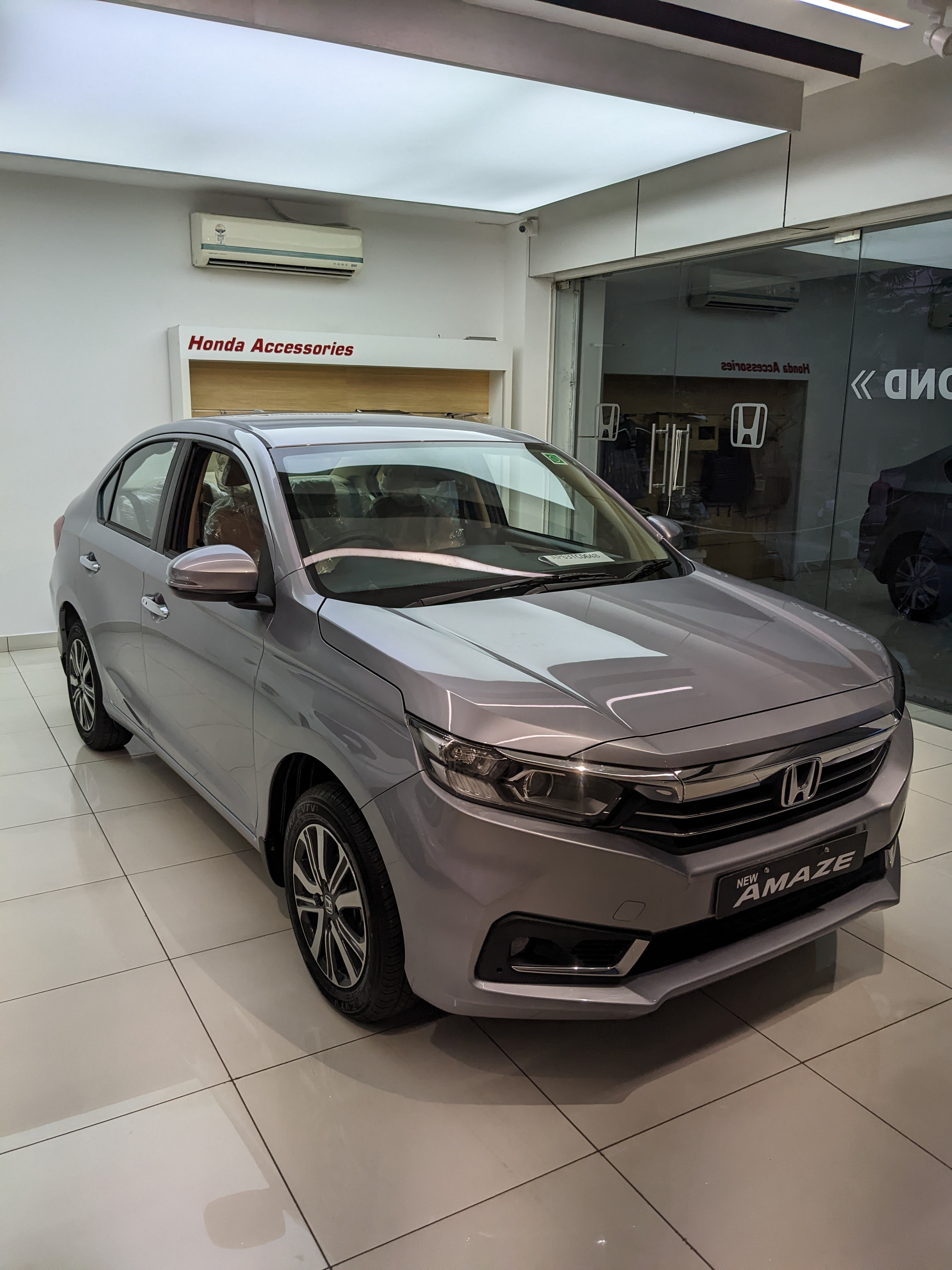
Amaze VX (Индия)
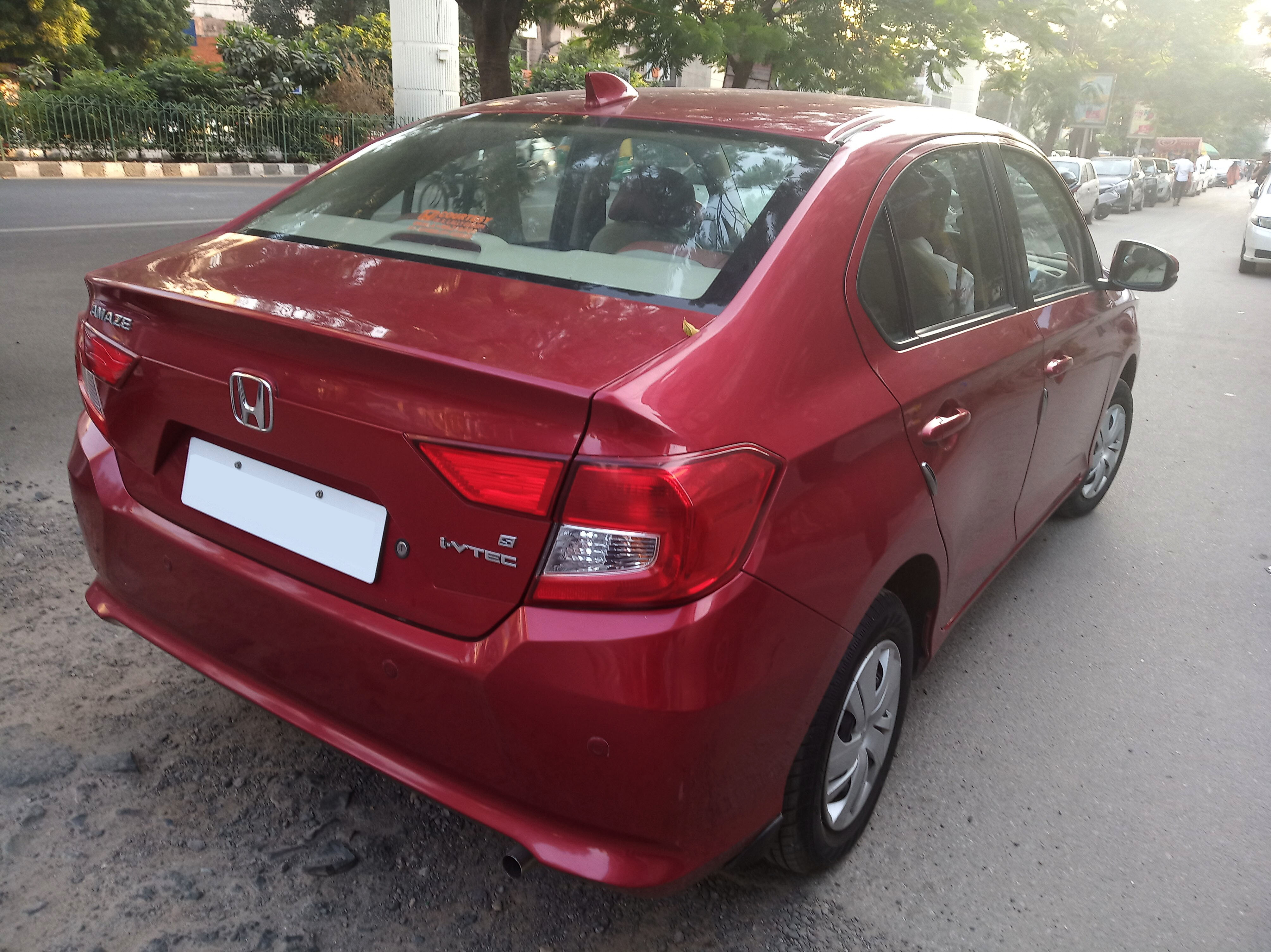
Amaze S (DF5; Индия)
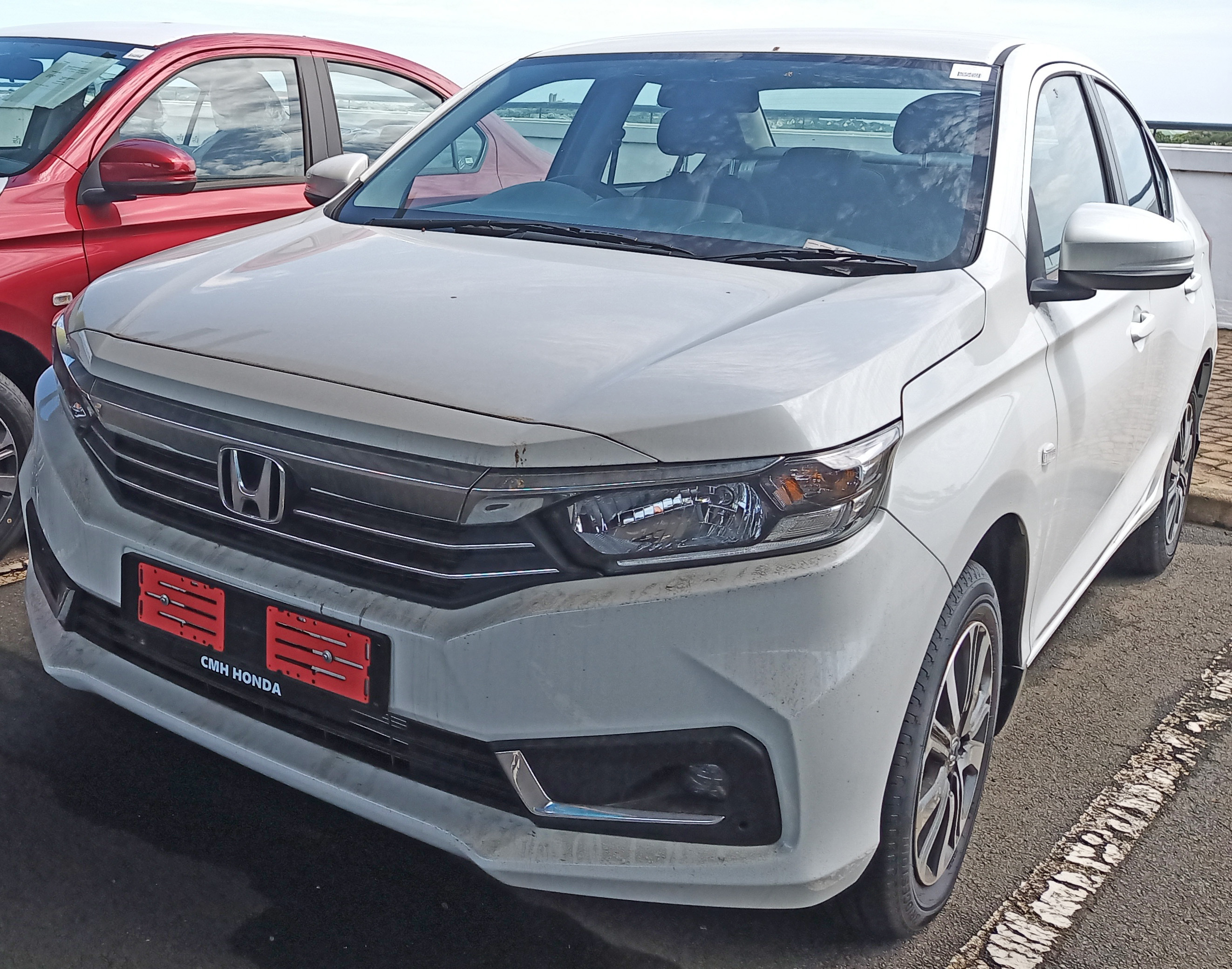
Amaze (DF5; Южная Африка)
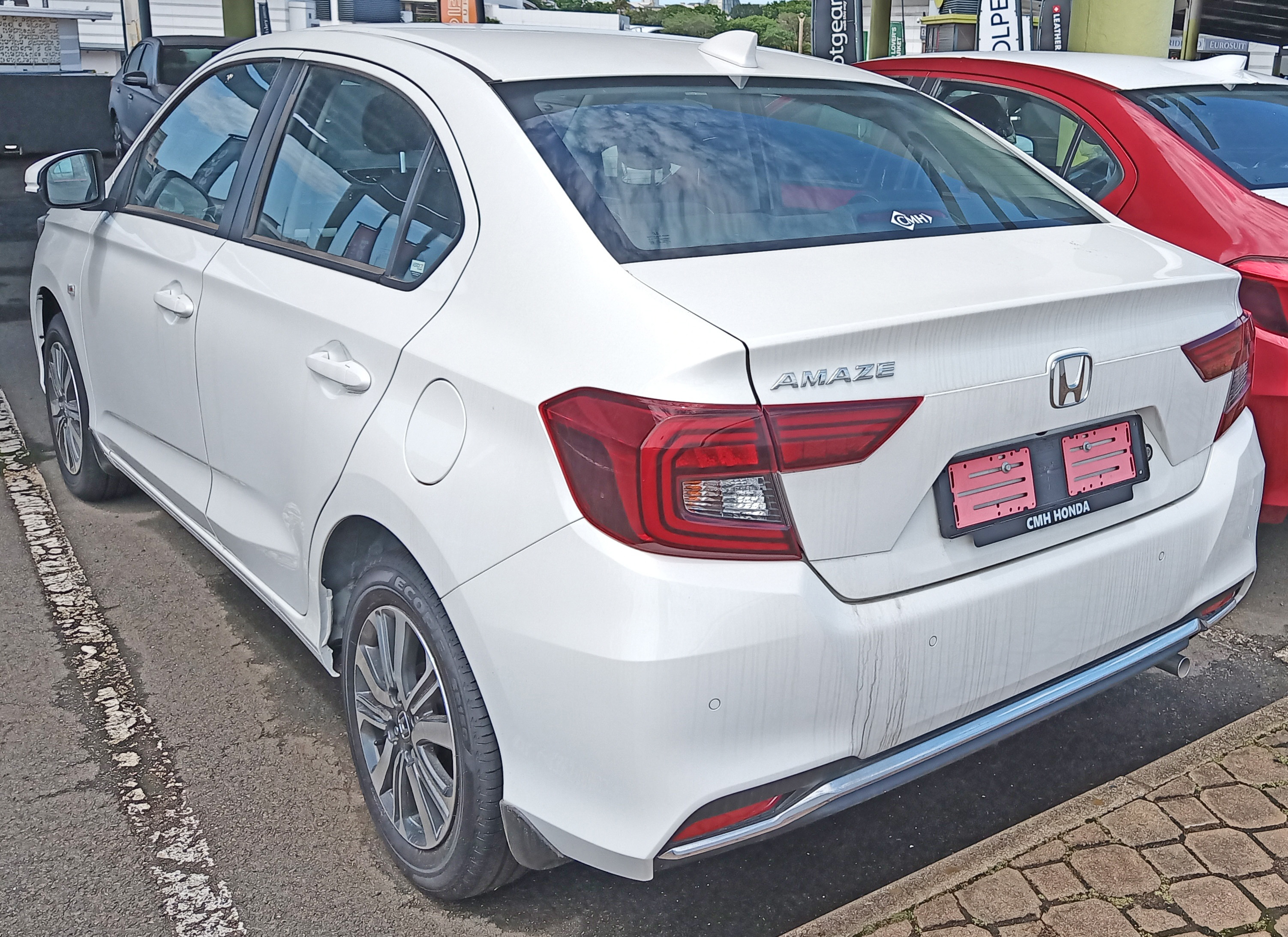
Amaze (DF5; Южная Африка)

### Технические характеристики
| Тип                  | Двигатель                           | Трансмиссия  | Мощность                           | Крутящий момент          |
| -------------------- | ----------------------------------- | ------------ | ---------------------------------- | ------------------------ |
| Бензиновый двигатель | 1.2 L L12B4 i-VTEC I4               | 5-скор. МКПП | 66 кВт (89 л. с.) при 6,000 об/мин | 110 Н⋅м при 4,800 об/мин |
| Бензиновый двигатель | 1.2 L L12B4 i-VTEC I4               | CVT          | 66 кВт (89 л. с.) при 6,000 об/мин | 110 Н⋅м при 4,800 об/мин |
| Дизельный двигатель  | 1.5 L N15A1 i-DTEC I4 (турбонаддув) | 5-скор. МКПП | 74 кВт (99 л. с.) при 3,600 об/мин | 200 Н⋅м при 1,750 об/мин |
| Дизельный двигатель  | 1.5 L N15A1 i-DTEC I4 (турбонаддув) | CVT          | 59 кВт (79 л. с.) при 3,600 об/мин | 160 Н⋅м при 1,750 об/мин |

## Продажи
| Год  | Таиланд | Индия  |
| ---- | ------- | ------ |
| 2014 | 4,297   | 65,505 |
| 2015 | 2,153   | 63,831 |
| 2016 | 883     | 35,388 |
| 2017 | 969     | 28,314 |
| 2018 | 785     | 67,653 |
| 2019 |         | 67,715 |
| 2020 | 12      | 37,484 |
| 2021 | –       | 39,697 |